# Disophrys xanthostigma
Disophrys xanthostigma är en stekelart som beskrevs av Szepligeti 1915. Disophrys xanthostigma ingår i släktet Disophrys och familjen bracksteklar. Inga underarter finns listade i Catalogue of Life.